# Getulia
Getulia is een geslacht van vlinders van de familie snuitmotten (Pyralidae).

## Soorten
- G. fulviplagella Hampson, 1901
- G. institella Ragonot, 1888
- G. maculosa Balinsky, 1994
- G. semifuscella Ragonot, 1893